# 内牧塚内古墳群

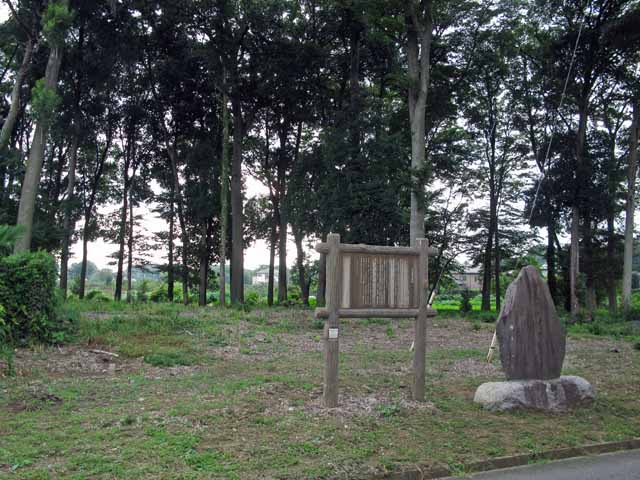
内牧塚内古墳群（2013年9月）

内牧塚内古墳群（うちまきつかないこふんぐん）は、埼玉県春日部市にある古墳群である。埼玉県の県選定重要遺跡に選定されている。

## 概要
建造年代は6世紀から7世紀中ごろ。かつては円墳・前方後円墳ら14基点在していたが、現存するものは7基かそれ以下となっている。ほとんどが私有地内にある。

## 塚内4号墳
当初は円墳と思われていたが、調査の結果一辺20メートルの方墳であることがわかった。4つの主体部(木炭槨1、粘土槨3)をもつ。副葬品は、木炭槨から大刀1・鉄環1・ガラス小玉26、1号粘土槨からガラス小玉6・鉄片1が出土した。また2号粘土槨と3号粘土槨の間から大刀2、3号粘土槨の北側から鉄鏃30数本が発掘されている。
墳丘および周溝からは円筒埴輪・形象埴輪・須恵器が出土した。円筒埴輪は径の細くて長い「下総型埴輪」と、ずんぐりとして口縁部の広がる「武蔵型埴輪」が7：3の割合で確認されている。このことは、この古墳の造営に下総と武蔵の埴輪工人が関わり、しかも下総の影響が強かったことを物語っている。なお人物埴輪も下総型と考えられる。6世紀前半の築造。出土遺物は一括して平成5年3月25日に春日部市有形文化財に指定された。